# Ga Seonhak
Ga Seonhak là ga tàu điện ngầm trên Tuyến 1 của Tàu điện ngầm Incheon.

## Bố trí ga
| Khu liên hợp thể thao Munhak ↑ |
| \| N/B                         |
| ↓ Sinyeonsu                    |

| Hướng Bắc | ← ● Incheon tuyến 1 Hướng đi Gyeyang                             |
| Hướng Nam | → ● Incheon tuyến 1 Hướng đi Công viên lễ hội ánh trăng Songdo → |

## Vùng lân cận
- Lối thoát 1: Chung cư Geumho
- Lối thoát 2: Trường tiểu học Seonhak, văn phòng Seonhak-dong, trường trung học Seonhak
- Lối thoát 3: Bệnh viện Yeonsu
- Lối thoát 4: Chung cư Yoonseong